# 湖村乡
湖村乡，是中华人民共和国江西省上饶市广信区下辖的一个乡镇级行政单位。

## 行政区划
湖村乡下辖以下地区：
挤腰村、湖村、徐家村、大畈村、荸荠塘村、碧霞村、石嘴村、库前村、茶园村、茗洋村、灵峰村、姜山村、西龙岗村、杨桥村和东灵村。